# Bussy-Saint-Georges
Bussy-Saint-Georges là một xã trong vùng hành chính Île-de-France, thuộc tỉnh Seine-et-Marne, quận Torcy, tổng Torcy. Tọa độ địa lý của xã là 48° 50' vĩ độ bắc, 02° 42' kinh độ đông. Bussy-Saint-Georges nằm trên độ cao trung bình là 105 mét trên mực nước biển. Xã có diện tích 15,28 km², dân số vào thời điểm 2004 là 15.189 người; mật độ dân số là 1000 người/km².

## Các thành phố kết nghĩa
- Radcliffe man Trent và Holme Pierrepont and Gamston, Nottingham, Anh
- Kiryat Ekron, gần Tel-Aviv, Israel
- San Giulano Milanese, Ý,
- Meiningen, Thüringen, Đức